# No Mystery
No Mystery — альбом американского джаз-рок-квартета Return to Forever, выпущенный в 1975 году на лейбле Polydor. В новом альбоме  группа немного сместила акцент с джаз-рока, игравшего в предыдущих двух сетах, и вернулась к более легкому звучанию, которое позволило придать музыке более мелодичный аспект. No Mystery выиграл премию «Грэмми» за лучшее джазовое исполнение группой.

## Об альбоме
После двух альбомов джаз-роковых исследований классический квартет Return to Forever — Чик Кориа на клавишных, Эл Ди Меола на гитаре, Стэнли Кларк на басу и Ленни Уайт на барабанах — зарекомендовал себя как один из самых прочных музыкальных коллективов.
Альбом No Mystery был записан в том же составе, что и его предшественник Where Have I Known You Before, но стиль музыки стал более разнообразным. Первая сторона пластинки состояла в основном из джаз-фанка, в то время как вторая сторона включала акустический заглавный трек Чика Кориа и длинную композицию, которая частично заимствована из испанской музыки. На этом и следующем альбоме каждый участник группы сочинил по крайней мере один из треков.
В номерах первой стороны альбома No Mystery больше участия группы, включая «Flight of the Newborn» Эла Ди Меолы и «Jungle Waterfall» Кориа/Кларка — композиции, которые, наряду с цепляющей «Dayride» Кларка и более своеобразной «Sofistifunk» Уайта, представляют собой движение к более коротким фанковым мелодиям. Анализируя вклад музыкантов, Glide Magazine считает, что барабанщик Ленни Уайт и басист Стэнли Кларк проявили свои композиционные способности, сопоставимые с Чиком Кориа: его классические настроения, как в пьесе «Celebration Suite», были уравновешены глубокими корнями ритм-секции в фанке, продемонстрированными в «Dayride» и «Sophistifunk».
Композиция группы «Excerpt From The First Movement of Heavy Metal», по мнению онлайн-издания Jazz Views, была явно названа с иронией и звучит как подделка под некоторые из помпезно аранжированных произведений таких прог-групп, как Yes и ELP. От её пышного сольного фортепианного вступления Кориа до игры на гитаре в стиле рок-звезды Ди Меолы, это звучит как веселый джем-сейшн.
Мелодическая составляющая продолжается на протяжении всей второй стороны оригинального релиза LP, который полностью написан Чиком Кориа с оркестрованным набором пьес, которые бесшовно соединяют электрические и акустические инструменты. Вторую сторону альбома открывает заглавный трек «No Mystery». Как пишет онлайн-издание Chaospin, эта композиция изобилует акустическими звуками, которые идеально смешиваются с взрывными битами ритм-секции.
Завершает альбом двухчастная сюита Чика Кориа «Celebration Suite». Первая часть «Celebration Suite Part I» — это номер с испанским колоритом и драматичным началом, когда Уайт начинает с яростной барабанной дроби, а Кориа вставляет несколько аккордов на органе. Уайт переходит к маршевому барабанному рисунку, а Кларк задает тяжелый басовый рифф, пока Кориа играет андалузскую тему песни на синтезаторе. «Celebration Suite Part II» завершает альбом на мажорной ноте с кричащей гитарой Эла Ди Меолы и синтезаторными линиями Кориа, накладывающимися на энергичную ритм-секцию.

## Релиз и критика
No Mystery был выпущен в 1975 году лейблом Polydor Records и поднялся на 39-е место в чарте Billboard 200. В этом же году он выиграл премию «Грэмми» в номинации «Best Jazz Performance By A Group».
Альбом вызвал противоречивую реакцию музыкальных критиков. Так, электронное издание PopMatters пишет: «No Mystery — это горный хребет высоких и низких точек. Двухчастная «Celebration Suite» сама по себе представляет собой серию скал. За глупым вступлением фанфар следует приятная латинская тема, которая быстро переходит в соло на синтезаторе в стиле собачьего свистка. Слишком много подтем, чтобы сосчитать. Прослушивание — изнурительная работа, которая заставляет вас чувствовать себя на комбинированном фестивале Ренессанса/концерте Вагнера. Но есть и полностью акустический заглавный трек, который всё ещё звучит свежо, с использованием маримбы Кориа и тремоло-перебора Ди Меолы в стиле мандолины, создающего тонкий оркестровый эффект».
Составитель The Rolling Stone Jazz Record Guide Джон Свенсон пишет: «No Mystery — подходящее название. И удовольствия тоже нет. К этому моменту вся Return to Forever оказалась пустышкой. Исчезли изящные воздушные линии и яркая искромётность, а на их месте поселился грубый фанковый ритм и фрагментарная риффовая фразировка».
Обозреватель онлайн-издания Jazz Views более позитивно смотрит на работу группы. «Как и их современники, Weather Report, Mahavishnu Orchestra и Headhunters, Return to Forever была группой виртуозов, которые создавали захватывающую, энергичную музыку. Если вы любите джаз-рок-фьюжн, то вы найдете массу развлечений в этом альбоме».

## Список композиций
| №  | Название                                         | Автор(ы)                     | Длительность |
| -- | ------------------------------------------------ | ---------------------------- | ------------ |
| 1. | «Dayride»                                        | Стэнли Кларк                 | 3:25         |
| 2. | «Jungle Waterfall»                               | Чик Кориа, Кларк             | 3:03         |
| 3. | «Flight of the Newborn»                          | Эл Ди Меола                  | 7:23         |
| 4. | «Sofistifunk»                                    | Ленни Уайт                   | 3:51         |
| 5. | «Excerpt from the First Movement of Heavy Metal» | Кориа, Кларк, Уайт, Ди Меола | 2:45         |

| №                   | Название                     | Автор(ы)            | Длительность |
| ------------------- | ---------------------------- | ------------------- | ------------ |
| 6.                  | «No Mystery»                 | Кориа               | 6:10         |
| 7.                  | «Interplay»                  | Кориа, Кларк        | 2:15         |
| 8.                  | «Celebration Suite, part I»  | Кориа               | 8:27         |
| 9.                  | «Celebration Suite, part II» | Кориа               | 5:32         |
| Общая длительность: | Общая длительность:          | Общая длительность: | 42:57        |

## Участники записи

#### Музыканты
- Чик Кориа - акустическое пианино, электрическое пианино Fender Rhodes, клавинет Hohner, электрический орган Yamaha, синтезаторы (ARP Odyssey, Minimoog), малый барабан, маримба, вокал
- Эл Ди Меола - электрогитара, акустическая гитара
- Стэнли Кларк - электрический бас, акустический бас, электрический орган Yamaha, синтезатор, вокал
- Ленни Уайт - барабаны, перкуссия, конги, маримба

#### Производство
- Шелли Якус – инженер
- Том Рабстенек - мастеринг
- Билл Леви - арт-директор по обложке